# هو يات سينغ
هو يات سينغ (بالصينية: 賀一誠؛ من مواليد 12 يونيو 1957) هو سياسي من ماكاو، يشغل منصب الرئيس التنفيذي (رئيس الحكومة ) الثالث والحالي لماكاو منذ ديسمبر 2019.